# Heinrich Martins

Heinrich Martins

Heinrich Martins (* 4. April 1829 in Naumburg (Saale); † 21. Juni 1903 in Glogau) war ein deutscher Kommunalbeamter.

## Leben
Martins studierte zunächst an der Friedrich-Wilhelms-Universität zu Berlin und der
Ruprecht-Karls-Universität Rechtswissenschaft. 1850 im Corps Vandalia Heidelberg recipiert, zeichnete er sich als Consenior aus. Er wechselte im selben Jahr an die Universität Jena und wurde auch im Corps Thuringia Jena aktiv. 1851 wurde er Auskultator in Berlin. Nachdem er 1858 am Kammergericht die Assessorprüfung bestanden hatte, trat er in die Stadtverwaltung von Görlitz. 1866 wurde er Erster Bürgermeister, 1868 Oberbürgermeister in Glogau. Als solcher wurde er in die bürgerliche „OB-Fraktion“ des Preußischen Herrenhauses berufen. 1901 erhielt er den Charakter eines Geheimen Regierungsrats.